# Rudolf Haas (Anglist)
Rudolf Haas (* 5. Februar 1922 in Stuttgart-Cannstatt; † 24. Oktober 2004 in Hamburg-Othmarschen) war ein deutscher Anglist und Professor an der Universität Hamburg.

## Leben
Haas studierte nach dem Abitur 1940 in Stuttgart-Bad Cannstatt und Reichsarbeitsdienst Anglistik, Germanistik, Geschichte und Philosophie an der Universität Tübingen, bevor er Ende 1941 zum Wehrdienst einberufen wurde. Während seines Studiums wurde er Mitglied der AMV Stochdorphia Tübingen. Nach dem Zweiten Weltkrieg war er Volksschullehrer und setzte sein Studium der Anglistik, Amerikanistik und Psychologie 1949/50 mit einem Rockefeller-Stipendium an der Johns Hopkins University fort, wobei er auch an der Shakespeare Library in Washington, D.C. war. 1953 wurde er in Tübingen summa cum laude über Die Gestaltung der dramatischen Person in den Tragödien Shakespeares promoviert. 1958 habilitierte er sich in Tübingen (Krieg und Krise im modernen englischen und amerikanischen Roman).
1959 wurde er Professor an der Universität Hamburg, ab 1961 als Ordinarius für Anglistik und Amerikanistik. Rufe nach Saarbrücken, Mainz und Heidelberg lehnte er ab und lehrte auch nach seiner Emeritierung 1987 weiter an der Universität Hamburg bis kurz vor seinem Tod. 1963/64 war er Dekan der Philosophischen Fakultät. Aus seinem Umfeld sind eine Reihe bekannter akademischer Schüler hervorgegangen, wie etwa Reinhard Kuhnert, langjähriger Rektor der Pädagogischen Hochschule Schwäbisch Gmünd.

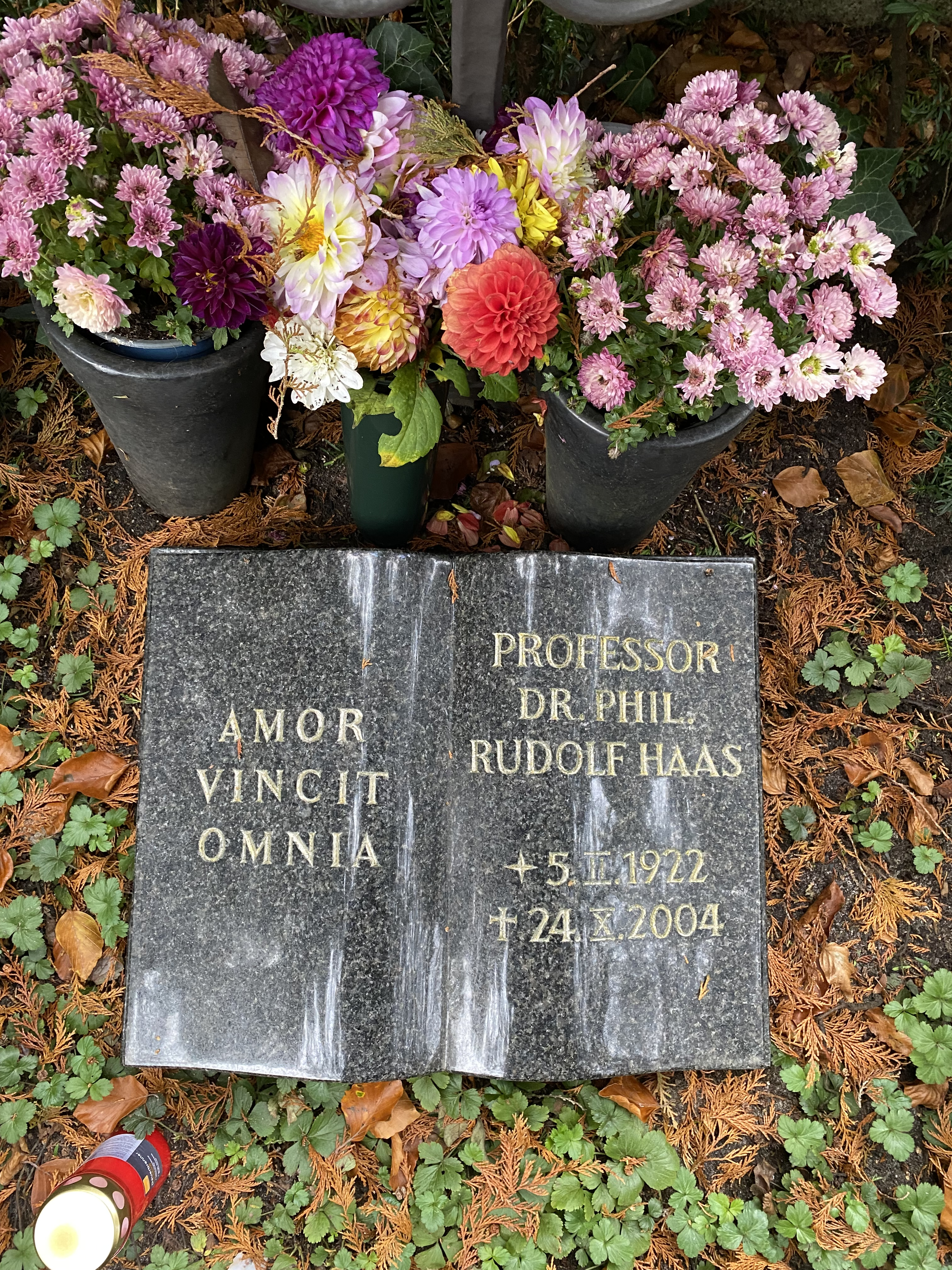
Grabstätte

1987 erhielt er die silberne Medaille der Universität Hamburg. 1997 erhielt er die Ernst Jung Medaille für Medizin in Gold. Ab 1963 war er Mitglied des Schulausschusses der Westdeutschen Rektorenkonferenz und seit 1966 Mitglied des Deutschen Wissenschaftsrats. 1970 wurde er Mitglied der School of Letters der Indiana University in Bloomington. 1980 bis 1984 war er Präsident der International Association of University Professors of English, deren 12. Internationale Konferenz er 1983 in Hamburg organisierte. Seit 1984 war er Mitglied der Joachim-Jungius-Gesellschaft.
Haas war bis 1997 Vorsitzender und danach Ehrenvorsitzender des Kuratoriums der Ernst-Jung-Stiftung. Er war mit dem Gründer der Stiftung, dem Reeder Ernst Jung, seit den 1960er Jahren aus dem Rotary Club bekannt und arbeitete nach der Ausrichtung der Stiftung auf Humanmedizin 1974 die Richtlinien der Stiftung aus. Nach ihm ist ein Rudolf-Haas-Stipendium für junge Mediziner benannt.
Er war Mitherausgeber der Publikationen der Jung Stiftung (zuerst mit Walter Siegenthaler, dann mit Hubert E. Blum).
82-jährig verstarb Rudolf Haas in Hamburg und wurde auf dem Nienstedtener Friedhof beigesetzt.

## Schriften
- Amerikanische Literaturgeschichte, Quelle und Meyer, Uni-Taschenbücher, 1972, 2. Auflage 1982
- Anglistikstudium und Englischunterricht, Quelle und Meyer 1963
- Herausgeber mit Edgar Lohner: Theater und Drama in Amerika: Aspekte u. Interpretationen, Berlin, E. Schmidt 1978
- Herausgeber mit Edgar Lohner: Amerikanische Lyrik: Perspektiven und Interpretationen, Berlin, E. Schmidt 1987
- Theorie und Praxis der Interpretation: Modellanalysen englischer und amerikanischer Texte, Berlin, E. Schmidt 1977
- mit Martin Haug: Helmut Thielicke – Prediger in unserer Zeit, Quell Verlag 1968
- Wege zur englischen Lyrik in Wissenschaft und Unterricht; Interpretationen, Heidelberg, Quelle und Meyer 1962
- Freude am Schönen: Gedanken über ein nicht nur ästhetisches Thema, Katholische Akademie Hamburg, 1992
- A moment´s monument. Hamburgensien in Vers und Prosa, Hamburg, Gesellschaft der Bücherfreunde 1972